# Джими Хендрикс Икспириънс
„Джими Хендрикс Икспириънс“ (на английски: The Jimi Hendrix Experience) е британско-американска рок група, образувана в Лондон през септември 1966 година. Включваща китариста, певец и автор на песни Джими Хендрикс, басиста и беквокалист Ноуъл Рединг и барабаниста Мич Мичъл, групата е активна до юни 1969 година. През този период те издават три успешни студийни албума. След като Рединг напуска групата в средата на 1969 година, Хендрикс и Мичъл продължават да работят заедно по други проекти. „Икспириънс“ се събира отново през 1970 година с Били Кокс като баскитарист до смъртта на Хендрикс през септември.
Широко признати с голямото си влияние върху развитието на хардрока и хевиметъла от края на 60-те години, „Джими Хендрикс Икспириънс“ са запомнени най-вече с уменията, стила и харизмата на техния фронтмен Хендрикс, определян от множество автори като един от най-великите китаристи на всички времена. И трите студийни албума на групата, „Are You Experienced“ (1967), „Axis: Bold as Love“ (1967) и „Electric Ladyland“ (1968), попадат в първите 100 от списъка на списание „Ролинг Стоун“ „500-те най-велики албума на всички времена“, съответно на 15-о, 82-ро и 54-то място.

## История

### Сформиране
Джими Хендрикс стъпва на британска земя на 24 септември 1966 на летище Хийтроу, Лондон в 9 часа сутринта. Слизайки от самолета той носи със себе си малка чанта с дрехи, изкуствени къдрици и крем против акне, които все още се забелязват по младежкото му 23-годишно лице.
Джими е придружаван от Чаз Чандлър, бивш басист на групата Енимълс, който е решен да се пробва в ролята на мениджър и продуцент. Чандлър забелязва случайно Хендрикс в Greenwich Village Club, Ню Йорк, разливайки млечен шейк върху себе си от удивление. Това е достатъчно да го убеди че Джими е златната кокошка, която търси. По онова време Хендрикс е беден музикант, прекарал последните 3 години свирейки в поддържаща роля за някои от най-известните RnB звезди. В Greenwich Village, вдъхновен от употребата на LSD и Боб Дилъновата Blonde on Blonde, Хендрикс се опитва да се наложи като самостоятелен изпълнител. Когато е забелязан от Чандлър, той свири пред публика от само 20 души. Съгласява се да се премести в Англия при условие, че Чандлър го запознае с Ерик Клептън.
За по-малко от 24 часа в Англия, Хендрикс се превръща в сензация на клубната сцена в Лондон. За 23 години от живота си в Америка той не е ставал свидетел на такъв интерес към рок звезда от афроамерикански произход. Партньор на Чандлър е Майкъл Джефри – продуцент на „Енималс“ и бивш служител на британското разузнаване (известен слух е, че е убил доста хора като шпионин). Двамата пускат обява в „Мелъди Мейкър“, която привлича 20-годишния китарист Ноуъл Рединг. Дотогава той не е свирил на бас китара, но Хендрикс харесва този младеж с буйна къдрава коса и го наема.
За първата изява на Хендрикс на клубната сцена, Брайън Аугер споменава:
„Звукът беше една стена от фийдбек и дисторшън, звук който накара всички глави в клуба да се обърнат към сцената. Ченетата на всички увиснаха. Разликата между него и английските китаристи като Клептън, Джеф Бек и Алвин Лий беше, че можеше да кажете чий стил те следват – на Б.Б. Кинг, Албърт Кинг или Фреди Кинг. Но за Джими това не важеше, хората не бяха чували такова нещо преди това.“
В търсене на барабанист Чандлър звъни на Мич Мичъл, който току-що е напуснал групата на Джорджи Фейм, и го моли да се яви на прослушване. Още от първата репетиция триото е изключително шумно. По време на една от репетициите композиторът Хенри Манчини влиза в студиото молейки ги да намалят звука. Джефри е човекът който измисля името на групата да бъде Jimi Hendrix Experience. „Ние наистина бяхме преживяване (от англ. experience)“ казва Рединг.
Месец след пристигането в Англия, сформиране на групата, Чандлър ги вкарва в студито да запишат версия на известния блус Hey Joe като първи сингъл. За B-side на песента Хендрикс предлага Mercy, Mercy, но Чандлър предлага да запишат оригинална песен, щом искат да спечелят пари от издаването на музика. Въпреки че е несигурен в уменията си като текстописец, окуражен от Чандлър, Хендрикс написва Stone Free една вечер. Това е първата му цяла авторска песен.

### 1967
По време на дългите студийни сесии за записа на „Are You Experienced?“ през януари групата свири 2 знамените вечери в Bag o' Nails. The Bag е клуб, в чието мазе се събира каймака на лондонския рок елит – Ерик Клептън, Пийт Тауншенд, Джон Ленън, Пол Маккартни, Ринго Стар, Мик Джагър, Брайън Джоунс, мениджъра на Бийтълс Брайън Епстийн, Джон Ентуисъл, Донован, Джорджи Фейм, Дени Лейн, Тери Рийд, Джеф Бек, Джими Пейдж, Лулу Холис, „Смол Фейсес“ и The Animals.
Певецът Тери Рийд си спомня една от тези знаменити вечери:
"... имах чувството сякаш всички китаристи на света бяха там. Преди групата да излезе на сцената осъзнах че седя до самия Маккартни. Каза ми „Виждал ли си тоя тип преди? Невероятен е!“.
Хендрикс обявява, че ще изсвири песен, която е №1 в класациите. „Мислехме си, че ако е номер 1 в класациите, няма да ни хареса, защото каквото и да беше в топ 10 ние го мразехме.“ казва Рийд. Джими им представя „Wild Thing“. " 'Wild Thing' беше ужасна песен, всички бяхме против нея! Тогава Джими я изсвири и изкара ангелите на китарата, отнесе песента в едно друго измерение.” Рийд отива до тоалетната и когато се връща се сблъсква с Брайън Джоунс. „Отпред на сцената е напълно мокро.“ казва Джоунс. Рийд пита „Какви ги говориш? Не виждам никаква вода.“ Джоунс отговаря „Мокро е от сълзите на всичките китаристи.“
Experience завършват дебютния си албум „Are You Experienced?“ през пролетта. Албумът е записан в няколко студия, когато групата има време между участията. За да ускори записите, Чандлър подмамва групата, като записва самите репетиции. Когато е издаден, албумът стига до втора позиция в британските класации, надминат единствено от Бийтълс.
Същата година Experience участва в Monterey Pop Festival, където дебютира пред американска публика. Впечатляващото изпълнение, ознаменовано от документираното запалване на китарата от страна на Хендрикс (филмът на Д.А. Пенбейкър Monterey Pop). Междувременно Хендрикс се превръща в сензация за британската преса, която го описва като „Дилън, Клептън и Джеймс Браун в едно“.
След фестивала The Jimi Hendrix Experience свирят като подгряваща група на Мънкийс по време на американското им турне. Участието им е кратко поради хладното посрещане на дивия стил от младежката публика на Мънкийс. Години по-късно Чаз Чандлър признава, че е цялото турне е било планирано като реклама на гърба на Мънкийс за „Икспириънс“.
Без да губят време, притиснати от договора си със звукозаписната компания, групата записва песни за втория албум „Axis: Bold as Love“ издаден през декември 1967 година. Албумът е пример за влиянието което оказва Боб Дилън върху Хендрикс и останалите членове на групата. Крайният резултат е неудовлетворителен за групата, защото Хендрикс изгубва първата страна на записа в едно такси и се налага тя да бъде записана по стари версии на песните.

### 1968
В началото на 1968 година „Икспириънс“ вече е световна сензация. Целта пред групата е превземане на американския пазар. Следват 9 месеца на турнета в САЩ и записи в Ню Йорк, при които отношенията между Ноел Рединг и Джими Хендрикс охладняват. Главния проблем е желанието на Рединг за изява като китарист. Другият проблем е разминаването в графика на работа. Рединг, който е свикнал да работи през деня, не приема дивия нощен живот на Хендрикс. Джими записва песните за албума Electric Ladyland главно през нощта и ранните часове. През май 1968 по средата на записите продуценът и мениджър Чаз Чандлър напуска групата, продавайки своя дял на Майкъл Джефри. Представата за трио на групата се разбива след като в записите вземат участие много музиканти. В повечето песни басистът Ноел Рединг не е вписан като автор, тъй като неговата роля е поета или от Хендрикс и Джак Касиди, или басът въобще липсва. Все пак като знак и признание към Рединг, Хендрикс добавя една от песните на Ноел в албума – Little Miss Strange. Албумът е издаден през октомври 1968 година и се изкачва на върха в американските класации.

### 1969
През 1969 година групата е на върха. Но през юни Хендрикс решава да разпадне „Икспириънс“, поради влошените отношения с Рединг и желанието за разширяване на триото. Преди Denver Pop Festival Рединг заявява, че напуска групата след фестивала. По време на самия концерт Хендрикс заявява: „Това е последния път, когато ще свирим заедно.“. След концерта тълпата напада групата, която се изнизва в задната част на един бус. Оригиналният Experience се разпада. Но мениджъра им Майкъл Джефри не е съгласен и записва групата за участие на фестивала Удсток под същото име. Когато излиза на сцената Хендрикс заявява: „Омръзна ни от „Икспириънс“ затова вече се наричаме Gypsy Suns and Rainbows.“. Триото е разширено с ритъм китарист и двама перкусионисти. Но само два месеца след фестивала Хендрикс слага край на „Икспириънс“, сформирайки Band of Gypsys с приятелите си Били Кокс и Бъди Майлс.

## Дискография
- Are You Experienced? (1967)
- Axis: Bold as Love (1967)
- Electric Ladyland (1968)